# بنشوف (ناحیه بلانسکو)
بنشوف (به چکی: Benešov) یک منطقهٔ مسکونی در جمهوری چک است که در ناحیه بلانسکو واقع شده‌است. بنشوف ۱۳٫۶۱ کیلومتر مربع مساحت و ۶۴۸ نفر جمعیت دارد و ۶۷۳ متر بالاتر از سطح دریا واقع شده‌است.